# Eclissi solare del 7 settembre 1820
L'eclissi solare del 7 settembre 1820 è un evento astronomico che ha avuto luogo il suddetto giorno attorno alle ore 13.59 UTC.
L'eclissi di tipo anulare è durata 5 minuti e 49 secondi, raggiungendo la massima copertura alle ore alle 13:59:58 UTC. L'ombra lunare sulla superficie terrestre raggiunse una larghezza di 432 km.
L'eclissi del 7 settembre 1820 divenne la seconda eclissi solare nel 1820 e la 51ª nel XIX secolo. La precedente eclissi solare si è verificata il 14 marzo 1820,  la seguente il 4 marzo 1821.

## Osservazioni
Questa mappa, disegnata nel libro Elementa eclipsium, pubblicato a Praga nel 1816, dal fisico e professore all'Università di Praga Franz Ignaz Cassian Hallaschka, conteneva le mappe dei percorsi delle eclissi solari in Europa dal 1816 al 1860. Le costruzioni geometriche utilizzate da Hallaschka anticiparono il metodo di calcolo delle eclissi successivamente sviluppato da Friedrich Wilhelm Bessel.

## Eclissi correlate
L'evento fa parte del ciclo solare Saros 122.